# Присиваська низовина
Присиваська низовина — низовина на півночі Кримського півострова та півдні Херсонської області . Розташована навколо затоки Сиваш Азовського моря . Займає північ Красноперекопського, Джанкойського, Нижньогірського, північний захід Радянського районів.

## Опис
Простягається від Перекопського перешийка до Арабатської стрілки, згідно з іншими джерелами — від Перекопського перешийка до річки Мокрий Індол, де змінюється Індолською низовиною .
Низовина відповідає фізико-географічній області Північно-Кримського низовинного степу. Її поверхня підвищується з півночі на південь від 0 до 30 м, у Херсонській області — з півдня на північ. Найнижча точка — урізання води озера Старе -5,0 м. Найвищою точкою служить безліч безіменних пагорбів.
Береги затоки Сиваш густо порізані затоками. В сушу вдаються посухи Західного Сиваша (Алгази) — глибоко вдаються частини акваторії, відокремлені сушею, які періодично затоплюються під дією вітру — вітрових нагонів. У Криму на низовині розташовані озера Перекопської групи: Айгульське або Кирське, Кирлеуцьке або Керлеут, Кияцьке або Тарханське, Красне або Асс, Кругле або Адаман, Пусурман або Солоне, Старе або Тузли, Чайка, Янгул ; у Херсонській області: Кругляк, Лиман, Авер'янівське, Соколовське. Тут протікає Салгир у нижній течії, невеликі річки (Побєдна, Істочна, Мирнівка, Чатирлик) і створено безліч мереж каналів (у тому числі Північно-Кримський канал, Азовський канал, Р-5-1 у Херсонській області).
Клімат помірно спекотний, із помірно м'якою зимою, дуже посушливий у західній частині і посушливий у східній частині області.
|                                         |               |                                  |                                                     |
| Прибережно-водний комплекс затоки Сиваш | річка Побєдна | Ландшафт низовини. Село Якимівка | Прибережно-водний комплекс півдня Айгульского озера |

## Геологія
Фундаментом низовини у Криму служить ділянка Скіфської плити, у Херсонській області — Причорноморська западина.
У Криму до Присиваської низовини на півдні прилягає Північно-Кримська височина . Ґрунти представлені еолово-делювіальними суглинками і глина, які в долинах нечисленних річок і балок змінюються алювіальними суглинками і супісками, а біля Сиваша в гирлах великих річок — лиманними жовто-бурими і зеленавими піщанистими глинами. Коси і пересипи складаються з піщано-черепашкових порід.
У Херсонській області є пониженням Причорноморської низовини. Кристалічний фундамент опущений на велику глибину і покритий потужною товщею палеозойських, мезозойських і кайнозойських відкладень. В геоморфологічному відношенні — це морська акумулятивна терасова рівнина, у межах якої виділяються 3 терасні рівнини — давня і молода верхньопліоценова і давньоевксінська. Середнє значення абсолютних відміток висот становить 5-6 м, окремі ділянки мають позначки — 0,4 м нижче рівня моря.
Ґрунти: 1) каштанові солонцюваті дуже низькогумусоакумулятивні в комплексі з солонцями каштановими ультра низькогумусоакумулятивними, 2) лучно-каштанові солонцюваті в комплексі із солонцями каштановими ультра низькогумусоакумулятивними, 3) темно-каштанові низькогумусоакумулятивні (на лісових породах), 4) алювіальні, лучно-болотні, болотні . У Херсонській області прилегла до Сивашу частина представлена першим типом ґрунтів, у Криму — комплексом 1 + 2. Далі при підвищенні ґрунту змінюються третім типом. У заплавах річок (Салгир і її притоки) представлений четвертий тип ґрунтів .

## Природа
В умовах дрібних і рідкісних знижень поверхні, а також неглибокого залягання засолених ґрунтових вод в області уздовж узбережжя тягнеться пояс солончаків і галофітних лугів у поєднанні з полинно-типчаковими степами. Вище розташовуються пояси полинно-типчакових і ковилово-типчакових степів у поєднанні із галофітними луками. У цілому в межах низовини найпоширеніші пустельні степи на каштанових ґрунтах. Тут зустрічаються сади, виноградники, лісосмуги. Лісів немає.
На її засолених солонцюватих і солонцевих ґрунтах пустельна рослинність (солянки, полин, лобода) не утворює суцільного покриву. Через високу температуру повітря засолена вода в лагуні й озерах сильно прогрівається і випаровується. Тому в їх водах висока концентрація солей — до 17 %.
Для охорони природних комплексів були створені Присиваський заказник (1 000 га), Калинівський природний (регіональний) парк (12 000 га), Азово-Сиваський національний природний парк (займає акваторію й острови). Раніше (до 2000 року) були пам'ятники природи — Парк радгоспу-заводу «Нижньогірський» (5 га, село Цвітуще) і Парк радгоспу-заводу «Примор'я» (8 га, село Ізобільне) у Нижньогірському районі. Передбачалося для охорони заток і узбережжя Сиваша з комплексом водно-болотної рослинності, з багатою орнітофауною, створення заказника Плавні в Нижньогірському районі, заказників Джанкойська затока, Зміїні острови, Мисовий і Чонгарський у Джанкойському районі, заказника Жовтневий у Радянському районі.